# Vida del Che
Vida del Che es una historieta argentina biográfica sobre la vida del revolucionario Che Guevara creada por el guionista Héctor Germán Oesterheld y el dibujante Alberto Breccia y publicada como libro, en el formato denominado actualmente novela gráfica. El ilustrador Enrique Breccia, hijo de Alberto e igualmente famoso en el campo de la ilustración, participó al final de la obra. La historieta narra los últimos días de la vida del Che Guevara, hasta su fusilamiento en Bolivia.
Fue publicada inicialmente en enero de 1968 por la Editorial Jorge Álvarez, tan solo tres meses después del asesinato del Che Guevara en Bolivia. La primera edición fue rápidamente secuestrada y destruida por los censores de la dictadura cívico-militar autodenominada "Revolución Argentina" (1966-1973); sin embargo, Enrique Breccia salvó y conservó los paneles originales de la obra. Con la vuelta de la democracia y a 20 años de su lanzamiento, la historieta tuvo una reedición de lujo. Hubo también otras reediciones, y una de las más conocidas fue lanzada en 2008 con el nombre de Che, vida de Ernesto Che Guevara (Doedytores).

## Historia
El productor discográfico y empresario editorial Jorge Álvarez, entonces al frente de uno de los mejores sellos editoriales de la Argentina, la Editorial homónima, les propuso a Héctor Germán Oesterheld y a Alberto Breccia que hicieran la vida de Guevara en historieta. Así, Oesterheld se encargó del guion y los dibujos corrieron por cuenta de Alberto Breccia y su hijo Enrique, que a los 22 años firmaba por primera vez un trabajo propio.
En un primer momento, Vida del Che iba a contar con dos historietas diferentes, narrando dos facetas del Che: el hombre (con dibujos de Alberto Breccia) y el mito revolucionario (dibujado por Enrique Breccia).
La Editorial Jorge Álvarez por entonces publicaba los primeros volúmenes recopilatorios de Mafalda de Quino, pero también obras de Manuel Puig, David Viñas, Oscar Masotta, Bernardo Kordon y Germán Rozenmacher, entre otros. Vida del Che salió a la venta en enero de 1968, y apenas unos meses más tarde la editorial fue allanada y la edición fue secuestrada junto con los originales, que fueron destruidos. Poco antes de esto, el diario conservador La Nación había publicado un editorial advirtiendo sobre "el peligro" de la existencia de una historieta sobre un personaje revolucionario como el Che.
El apuro con que se editó en su momento Vida del Che hizo que su versión original tuviera varios errores, que se repitieron cuando la historieta se recuperó en la edición de Ikusager de 1987. Algunos de ellos fueron corregidos en la edición argentina de Imaginador (1997), pero la flamante edición aniversario de Doedytores es lo más cercano a una edición definitiva. Muchos de los errores son de nombres y hechos históricos, pero el primero y más famoso de todos los fallos de la edición original, según cuenta Fernando Ariel García, es uno que reconoció Alberto Breccia en el documental Breccia x cuatro (1988), de Julio Cardoso y Marcelo Schapces. Decía allí Breccia: “Me acuerdo que dejé un cuadro en blanco porque tenía que pegarle la partida de nacimiento del Che y no me llegó a tiempo, y todo el mundo creyó ver en ello una genialidad de mi parte”. En esta versión definitiva, en la primera plancha del segundo capítulo, “Ernestito”, se puede ver la partida de nacimiento que llegó por fin, cuarenta años más tarde.